# Saint-Maixent-sur-Vie
Saint-Maixent-sur-Vie – miejscowość i gmina we Francji, w regionie Kraj Loary, w departamencie Wandea.
Według danych na rok 2010 gminę zamieszkiwało 929 osób, a gęstość zaludnienia wynosiła 87 osób/km².